# Чагарниця сичуанська
Чагарни́ця сичуанська (Ianthocincla bieti) — вид горобцеподібних птахів родини Leiothrichidae. Ендемік Китаю. Вид названий на честь французького місіонера Фелікса Бьє.

## Опис
Довжина птаха становить 25,5 см. Забарвлення переважно жовтувато-коричневе. Верхня частина голови яскрава, рудувато-коричнева з оливковим відтінком, обличчя біле. Навколо очей коричневі кільця, на скронях коричневі плями. Верхня частина тіла охриста. Горло темно-буре, груди жовтувато-коричневі, живіт білуватий. Боки, стегна і гузка, а також верхні покривні пера крил жовтувато-коричневі. Верхня частина тілп поцяткована білими плямками. Крила бурі, на кінці білі. Стернові пера охристо-коричневі з чорною смугою і білим кінчиком. Очі світло-жовтуваті, дзьоб жовтуватий, лапи темно-коричневі. Виду не притаманний статевий диморфізм.

## Поширення і екологія
Сичуанські чагарниці є ендеміками Китаю. Вони мешкають на південному заході провінції Сичуань та на північному заході провінції Юньнань. Живуть в мішаних і хвойних лісах з густим бамбуковим підліском. Зустрічаються на висоті від 2500 до 4270 м над рівнем моря. Живляться плодами і безхребетними.

## Збереження
МСОП класифікує цей вид як вразливий. За оцінками дослідників, популяція цього рідкісного, малодослідженого виду становить від 3500 до 15000 птахів. Сичуанським чагарницям загрожує знищення природного середовища.